# Nicolas Swaim
Nicolas Benjamin Swaim (ur. 8 listopada 1977) – piłkarz z Marianów Północnych, grający na pozycji obrońcy lub pomocnika, trener piłkarski. Posiada również obywatelstwo Stanów Zjednoczonych.

## Kariera piłkarska

### Kariera klubowa
Występował w MP United F.C.

### Kariera reprezentacyjna
Od 2008 bronił barw narodowej reprezentacji Marianów Północnych.

## Kariera trenerska
W 2008 prowadził narodową reprezentację Marianów Północnych.